# نيويت سيريونج
نيويت سيريونج (بالتايلندية: นิเวส ศิริวงศ์) (18 يوليو 1977 في تايلاند - ) هو لاعب كرة قدم تايلندي في مركزي قلب الدفاع والدفاع. شارك مع منتخب تايلاند لكرة القدم. أما مع النوادي، فقد لعب مع نادي بوليس تيرو ونادي تشونبوري وSembawang Rangers FC ‏ وBBCU F.C. ‏ ونادي غومباك يونايتد وPattaya United F.C. (2008) ‏ وAyutthaya Warrior F.C. ‏ وTien Giang FC ‏.

## وصلات خارجية
- نيويت سيريونج على موقع الاتحاد الدولي (مؤرشف)  (الإنجليزية)
- نيويت سيريونج على موقع قاعدة بيانات كرة القدم.إي يو (الإنجليزية)
- نيويت سيريونج على موقع ناشيونال فوتبول تيمز (الإنجليزية)
- نيويت سيريونج على موقع Soccerway.com (الإنجليزية)
- نيويت سيريونج على موقع عالم كرة القدم.نت (الإنجليزية)